# Blue Collar
Blue Collar (br Vivendo na Corda Bamba) é um filme de drama estadunidense de 1978 dirigido por Paul Schrader, em sua estreia como diretor. Ele foi escrito por Schrader e seu irmão Leonard e estrelado por Richard Pryor, Harvey Keitel e Yaphet Kotto.
O filme é tanto uma crítica das práticas sindicais e um exame da vida de uma classe trabalhadora do enclave Cinturão da ferrugem. Embora tenha o mínimo de elementos cômicos fornecidos por Pryor, é sobretudo dramático.
Schrader, que na época era um roteirista famoso por seu trabalho em Taxi Driver (1976), lembra das filmagens como sendo muito difícil, por causa da tensão artística e pessoal entre ele e os atores e entre as estrelas juntas; também afirmando que era a única ocasião em que ele sofreu um colapso mental no set, o que o fez reconsiderar seriamente sua carreira.

## Sinopse
Um trio de trabalhadores da indústria automobilística de Detroit, dois negros-Zeke Brown (Pryor) e Smokey James (Kotto) e um branco-Jerry Bartowski (Keitel), estão farto de maus tratos nas mãos de gerência e de bronze união. Juntamente com dificuldades financeiras no final de cada homem, o trio cria um plano para roubar um cofre na sede do sindicato.
Eles se comprometem a alcaparra, mas encontrar apenas algumas contas escassas no processo. Mais importante, no entanto, eles também sair com um livro que contém evidência de operação de empréstimo ilegal do sindicato e vínculos com sindicatos do crime organizado. Eles tentam chantagear a união com a informação, mas a união revida fortemente e começa a virar a mesa sobre os três amigos. Um acidente suspeito na fábrica que resulta na morte de Smokey.
Um agente federal tenta coagir Jerry em informar sobre a corrupção do sindicato que poderia fazê-lo inimigos com seus colegas de trabalho, bem como os dirigentes sindicais. Ao mesmo tempo, dirigentes sindicais corruptos tentar obter Zeke para trabalhar para eles. Ao final, uma vez que os amigos próximos, Jerry e Zeke virar um contra o outro.

## Elenco
- Richard Pryor como Zeke Brown
- Harvey Keitel como Jerry Bartowski
- Yaphet Kotto como Smokey James
- Ed Begley, Jr. como Bobby Joe
- Harry Bellaver como Eddie Johnson
- George Memmoli como Jenkins
- Lucy Saroyan como Arlene Bartowski
- Lane Smith como Clarence Hill
- Cliff De Young como John Burrows
- Borah Silver como Dogshit Miller
- Chip Fields como Caroline Brown
- Harry Northup como Hank
- Leonard Gaines como Mr Bird, IRS Man
- Milton Selzer como Sumabitch
- Sammy Warren como Barney
- Jimmy Martinez como Charlie T. Hernandez

## Produção
O filme foi rodado em locações na fábrica Checker em Kalamazoo, Michigan, e em vários locais ao redor de Detroit, incluindo o Ford River Rouge Complex, no lado sudoeste da cidade e a Ponte MacArthur de Belle Isle.
Os três atores principais não se davam bem e eram constantemente lutando por toda as gravações. A tensão se tornou tão grande que em um ponto Richard Pryor (supostamente em uma raiva alimentada por drogas) apontou uma arma para Schrader e disse-lhe que não havia "nenhuma maneira", ele estava jamais iria fazer mais do que três tomadas para uma cena, um incidente que possa ter provocado colapso nervoso de Schrader.